# 邢祚昌
邢祚昌（?—?），字新之，一字鼎如，号玄津，廣東文昌縣何恭都（海南省文昌縣今新桥大昌仕头村）人。明朝政治人物。

## 生平
明万历二十八年（1600年）庚子举人，万历三十二年（1604年）甲辰进士。刑部观政，四月任太湖知县，三十八年升南京大理寺评事，三十九年改南京刑部主事，四十年升郎中，四十一年考察，降职为府學教授。四十五年升国子监助教，四十六年升刑部云南司主事，天啓元年（1621年）升员外郎，本年升陕西司郎中，十一月出任湖广德安府知府，升广西副使分守苍梧道，六年十二月升本省布政司右参政、宾州道，崇祯元年拾遗去职。